# Clathrina soyo
Clathrina soyo är en svampdjursart som först beskrevs av Hozawa 1933.  Clathrina soyo ingår i släktet Clathrina och familjen Clathrinidae. Inga underarter finns listade i Catalogue of Life.